# 民族抵抗戦線
民族抵抗戦線（NRF）、国民抵抗戦線またはパンジシール・レジスタンスとしても知られ、アフガニスタンの北部同盟の元メンバーと他の反ターリバーンの人物によって形成された武装軍事同盟であり、2021年ターリバーン攻勢を受けて設立された。

## 概要
2021年8月の設立時点で、アフマド・シャー・マスードの息子アフマド・マスードと、アフガニスタンの大統領代行であるアムルッラー・サーレハによって設立され、ターリバーンが占領していないアフガニスタンの残りの地域を支配している。
カーブル陥落後、パンジシール州を拠点とする連立は、アフガニスタンのターリバーンに対する主要な組織的抵抗を構成した。
NRFは2022年9月17日、タリバーンに倒された旧政権の閣僚らも参加した会合をオーストリアの首都ウィーンで開き、話し合いによる解決を望むとした宣言を採択して、タリバーンに包括政権の樹立や女子中等教育の再開を求めた。

## 経過
2021年8月17日、アシュラフ・ガニー大統領が逃亡したため、当時アフガニスタン第一副大統領だったアムルッラー・サーレハが憲法に基づいて暫定大統領に就任すると発表した。アフマド・マスードとアフガニスタンのビスミッラー・ハーン・モハンマディ国防長官はサーレハが暫定大統領に就任したことに賛同した。
同日、アフガニスタン国民軍の残存勢力はマスードの呼びかけに呼応し、パンジシール渓谷に集結し始めた。その後、民族抵抗戦線はパンジシール州の首府であるバザラックとパルヴァーン州の首府であるチャーリーカールを攻略した。
当初はターリバーンとは相互に攻撃しないとの紳士協定が成立していたが、2021年9月に入るターリバーン側との衝突が激化。パンシジール州境のハワク峠などで戦闘が行われた。9月4日時点でターリバーン側が州の制圧を宣言したが、民族抵抗戦線側は困難な状況にあるとしつつも制圧を否定した。9月6日、ターリバーンはパンジシール渓谷を完全に制圧しアフガニスタン全土を支配下に置いたと宣言、同時にマスードとサーレハはタジキスタンに逃亡したと発表した。なお、反ターリバーン組織は「まだ戦いは続いている」との声明を発表しており、11月にはパンジシール州の65%を支配下に収めていると発表した。
2021年から2022年にかけての冬季は戦闘を停止し、2022年5月上旬に戦闘再開を宣言。同年5月14日、パンジシール渓谷の住民によれば、同渓谷においてターリバーンに対する攻勢を開始した。
2022年9月13日、ターリバーンはパンジシール渓谷で民族抵抗戦線と交戦し、戦闘員少なくとも40人を殺害したと発表した。